# Radio Campus Bruxelles
 (novembre 2017).
Radio Campus Bruxelles est la radio de la Communauté de l'Université libre de Bruxelles. Elle émet par voie hertzienne en FM et diffuse aussi sur internet. Sa programmation sur la Région bruxelloise est assez atypique, autant par les genres musicaux proposés qu'en diffusant de nombreuses créations radiophoniques ou des émissions destinées aux communautés étrangères.

## Diffusion
Jusqu'en juillet 2008, la station diffusait ses programmes sur la bande FM à la fréquence de 107,2 MHz pour une partie de Bruxelles. Pendant quelques années, ses émissions ont été brouillées par la proximité de la fréquence de RCF Bruxelles qui émettait à 107,4 MHz ainsi que par EZGHI FM. Radio Campus Bruxelles diffuse également ses programmes par Internet depuis le 15 avril 2001. Depuis le décret 2008 relatif au plan de fréquence qui organise la distribution des stations de radio en Belgique, Radio Campus Bruxelles émet à 92,1 MHz.